# Liste des premiers choix de la draft de la NFL
La liste des premiers choix de la draft de la NFL répertorie les premiers joueurs sélectionnés, parmi les joueurs éligibles, par une franchise de la National Football League, lors de chaque cérémonie annuelle de la draft.
La première sélection est accordée à l'équipe qui a terminé la saison précédente avec le plus mauvais bilan de la ligue.
Néanmoins, cette première place peut être échangée (trade) entre deux équipes, comme lors de la draft 2016, où les Titans du Tennessee ont permuté avec les Rams de Los Angeles.

## Légende
| B  | Back             | K  | Kicker           | NT | Nose tackle   |
| C  | Centre           | LB | Linebacker       | FB | Fullback      |
| DB | Defensive back   | P  | Punter           | HB | Halfback      |
| DE | Defensive end    | QB | Quarterback      | WR | Wide receiver |
| DT | Defensive tackle | RB | Running back     | G  | Guard         |
| E  | End              | T  | Offensive tackle | TE | Tight end     |

| * | Sélectionné au Pro Bowl                                           | Sélectionné au Pro Bowl                                           | Sélectionné au Pro Bowl                                           | Sélectionné au Pro Bowl                                           | Sélectionné au Pro Bowl                                           |
| ‡ | Sélectionné au Pro Bowl et introduit au Pro Football Hall of Fame | Sélectionné au Pro Bowl et introduit au Pro Football Hall of Fame | Sélectionné au Pro Bowl et introduit au Pro Football Hall of Fame | Sélectionné au Pro Bowl et introduit au Pro Football Hall of Fame | Sélectionné au Pro Bowl et introduit au Pro Football Hall of Fame |

## Liste des premiers choix
| Draft | Joueur               | Poste | Franchise            | Choisi par                         | Récompenses |
| ----- | -------------------- | ----- | -------------------- | ---------------------------------- | --- |
| 1936  | Jay Berwanger        | HB    | Chicago              | Eagles de Philadelphie             | Trophée Heisman 1935 |
| 1937  | Sam Francis          | FB    | Nebraska             | Eagles de Philadelphie             | — |
| 1938  | Corbett Davis        | FB    | Indiana              | Rams de Cleveland                  | — |
| 1939  | Ki Aldrich*          | C     | TCU                  | Cardinals de Chicago               | NFL All-Star Game 1939, 1942 |
| 1940  | George Cafego        | HB    | Tennessee            | Cardinals de Chicago               | — |
| 1941  | Tom Harmon           | HB    | Michigan             | Bears de Chicago                   | Trophée Heisman 1940 |
| 1942  | Bill Dudley‡         | HB    | Virginie             | Steelers de Pittsburgh             | NFL All-Star Game 1950, 1951 Pro Football Hall of Fame 1966 NFL MVP 1946 |
| 1943  | Frank Sinkwich       | HB    | Géorgie              | Lions de Détroit                   | Trophée Heisman 1942 |
| 1944  | Angelo Bertelli      | QB    | Notre Dame           | Yanks de Boston                    | Trophée Heisman 1943 |
| 1945  | Charley Trippi‡      | HB    | Géorgie              | Cardinals de Chicago               | Pro Bowl 1952, 1953 Pro Football Hall of Fame 1968 Champion NFL 1947 |
| 1946  | Frank Dancewicz      | QB    | Notre-Dame           | Yanks de Boston                    | — |
| 1947  | Bob Fenimore         | HB    | Oklahoma A&M         | Bears de Chicago                   | — |
| 1948  | Harry Gilmer*        | QB    | Alabama              | Redskins de Washington             | Pro Bowl 1950, 1952 |
| 1949  | Chuck Bednarik‡      | C, LB | Penn                 | Eagles de Philadelphie             | Pro Bowl 1950, 1951, 1952, 1953, 1954, 1955, 1956, 1960 Pro Football Hall of Fame 1967 Champion NFL 1949, 1960                                                                                        |
| 1950  | Leon Hart*           | E     | Notre Dame           | Lions de Détroit                   | Trophée Heisman 1949 Pro Bowl 1951 |
| 1951  | Kyle Rote*           | HB    | SMU                  | Giants de New York                 | Pro Bowl 1953, 1954, 1955, 1956 |
| 1952  | Bill Wade*           | QB    | Vanderbilt           | Rams de Los Angeles                | Pro Bowl 1958, 1963 |
| 1953  | Harry Babcock        | E     | Géorgie              | 49ers de San Francisco             | — |
| 1954  | Bobby Garrett        | QB    | Stanford             | Browns de Cleveland                | — |
| 1955  | George Shaw          | QB    | Oregon               | Colts de Baltimore                 | Champion NFL 1958 |
| 1956  | Gary Glick           | DB    | Colorado A&M         | Steelers de Pittsburgh             | — |
| 1957  | Paul Hornung‡        | HB    | Notre Dame           | Packers de Green Bay               | Trophée Heisman 1956 Pro Bowl 1959, 1960 Pro Football Hall of Fame 1986 Champion NFL 1961, 1962, 1965 Super Bowl I NFL MVP 1961                                                                       |
| 1958  | King Hill            | QB    | Rice                 | Cardinals de Chicago               | — |
| 1959  | Randy Duncan         | QB    | Iowa                 | Packers de Green Bay               | — |
| 1960  | Billy Cannon*        | RB    | LSU                  | Rams de Los Angeles                | Trophée Heisman 1959 Champion AFL 1960, 1961, 1967 |
| 1961  | Tommy Mason*         | RB    | Tulane               | Vikings du Minnesota               | Pro Bowl 1962, 1963, 1964 |
| 1962  | Ernie Davis          | RB    | Syracuse             | Redskins de Washington             | Trophée Heisman 1961 |
| 1963  | Terry Baker          | QB    | Oregon State         | Rams de Los Angeles                | Trophée Heisman 1962 |
| 1964  | Dave Parks*          | WR    | Texas Tech           | 49ers de San Francisco             | Pro Bowl 1964, 1965, 1966 |
| 1965  | Tucker Frederickson* | RB    | Auburn               | Giants de New York                 | Pro Bowl 1965 |
| 1966  | Tommy Nobis*         | LB    | Texas                | Falcons d'Atlanta                  | Pro Bowl 1966, 1967, 1968, 1970, 1972 |
| 1967  | Bubba Smith*         | DE    | Michigan State       | Colts de Baltimore                 | Pro Bowl 1970, 1971 Super Bowl V |
| 1968  | Ron Yary‡            | T     | USC                  | Vikings du Minnesota               | Pro Bowl 1971, 1972, 1973, 1974, 1975, 1976, 1977 Pro Football Hall of Fame 2001 |
| 1969  | O. J. Simpson‡       | RB    | USC                  | Bills de Buffalo (AFL)             | Trophée Heisman 1968 Pro Bowl 1969, 1972, 1973, 1974, 1975, 1976 Pro Football Hall of Fame 1985 NFL MVP 1973                                                                                          |
| 1970  | Terry Bradshaw‡      | QB    | Louisiana Tech       | Steelers de Pittsburgh             | Pro Bowl 1975, 1978, 1979 Pro Football Hall of Fame 1989 Super Bowl IX, X, XIII, XIV Super Bowl MVP XIII, XIV NFL MVP 1978                                                                            |
| 1971  | Jim Plunkett         | QB    | Stanford             | Patriots de la Nouvelle-Angleterre | Trophée Heisman 1970 Super Bowl XV, XVIII Super Bowl MVP XV |
| 1972  | Walt Patulski        | DE    | Notre Dame           | Bills de Buffalo                   | — |
| 1973  | John Matuszak        | DE    | Tampa                | Oilers de Houston                  | Super Bowl XI, XV |
| 1974  | Ed Jones*            | DE    | Tennessee State      | Cowboys de Dallas                  | Pro Bowl 1981, 1982, 1983 Super Bowl XII |
| 1975  | Steve Bartkowski*    | QB    | California           | Falcons d'Atlanta                  | Pro Bowl 1980, 1981 |
| 1976  | Lee Roy Selmon‡      | DE    | Oklahoma             | Buccaneers de Tampa Bay            | Pro Bowl 1979, 1980, 1981, 1982, 1983, 1984 Pro Football Hall of Fame 1995 |
| 1977  | Ricky Bell           | RB    | USC                  | Buccaneers de Tampa Bay            | — |
| 1978  | Earl Campbell‡       | RB    | Texas                | Oilers de Houston                  | Trophée Heisman 1977 Pro Bowl 1978, 1979, 1980, 1981, 1983 Pro Football Hall of Fame 1991 NFL MVP 1979                                                                                                |
| 1979  | Tom Cousineau        | LB    | Ohio State           | Bills de Buffalo                   | — |
| 1980  | Billy Sims*          | RB    | Oklahoma             | Lions de Détroit                   | Trophée Heisman 1978 Pro Bowl 1980, 1981, 1982 |
| 1981  | George Rogers*       | RB    | South Carolina       | Saints de La Nouvelle-Orleans      | Trophée Heisman 1980 Pro Bowl 1981, 1982 Super Bowl XXII |
| 1982  | Kenneth Sims         | DE    | Texas                | Patriots de la Nouvelle-Angleterre | — |
| 1983  | John Elway‡          | QB    | Stanford             | Colts de Baltimore                 | Pro Bowl 1986, 1987, 1989, 1991, 1993, 1994, 1996, 1997, 1998 Pro Football Hall of Fame 2004 Super Bowl XXXII, XXXIII Super Bowl MVP XXXIII NFL MVP 1987                                              |
| 1984  | Irving Fryar*        | WR    | Nebraska             | Patriots de la Nouvelle-Angleterre | Pro Bowl 1985, 1993, 1994, 1996, 1997 |
| 1985  | Bruce Smith‡         | DE    | Virginia Tech        | Bills de Buffalo                   | Pro Bowl 1987, 1988, 1989, 1990, 1992, 1993, 1994, 1995, 1996, 1997, 1998 Pro Football Hall of Fame 2009                                                                                              |
| 1986  | Bo Jackson*          | RB    | Auburn               | Buccaneers de Tampa Bay            | Trophée Heisman 1985 Pro Bowl 1990 |
| 1987  | Vinny Testaverde*    | QB    | Miami                | Buccaneers de Tampa Bay            | Trophée Heisman 1986 Pro Bowl 1996, 1998 |
| 1988  | Aundray Bruce        | LB    | Auburn               | Falcons d'Atlanta                  | — |
| 1989  | Troy Aikman‡         | QB    | UCLA                 | Cowboys de Dallas                  | Pro Bowl 1991, 1992, 1993, 1994, 1995, 1996 Pro Football Hall of Fame 2006 Super Bowl XXVII, XXVIII, XXX Super Bowl MVP XXVII                                                                         |
| 1990  | Jeff George          | QB    | Illinois             | Colts d'Indianapolis               | — |
| 1991  | Russell Maryland*    | DT    | Miami                | Cowboys de Dallas                  | Pro Bowl 1993 Super Bowls XXVII, XXVIII, XXX |
| 1992  | Steve Emtman         | DT    | Washington           | Colts d'Indianapolis               | — |
| 1993  | Drew Bledsoe*        | QB    | Washington State     | Patriots de la Nouvelle-Angleterre | Pro Bowl 1994, 1996, 1997, 2002 Super Bowl XXXVI |
| 1994  | Dan Wilkinson        | DT    | Ohio State           | Bengals de Cincinnati              | — |
| 1995  | Ki-Jana Carter       | RB    | Penn State           | Bengals de Cincinnati              | — |
| 1996  | Keyshawn Johnson*    | WR    | USC                  | Jets de New York                   | Pro Bowl 1998, 1999, 2001 Super Bowl XXXVII |
| 1997  | Orlando Pace‡        | T     | Ohio State           | Rams de Saint-Louis                | Pro Bowl 1999, 2000, 2001, 2002, 2003, 2004, 2005 Pro Football Hall of Fame 2005 Super Bowl XXXIV |
| 1998  | Peyton Manning‡      | QB    | Tennessee            | Colts d'Indianapolis               | Pro Bowl 1999, 2000, 2002, 2003, 2004, 2005, 2006, 2007, 2008, 2009, 2010, 2012, 2013, 2014 Pro Football Hall of Fame 2021 Super Bowl XLI, 50 Super Bowl MVP XLI NFL MVP 2003, 2004, 2008, 2009, 2013 |
| 1999  | Tim Couch            | QB    | Kentucky             | Browns de Cleveland                | — |
| 2000  | Courtney Brown       | DE    | Penn State           | Browns de Cleveland                | — |
| 2001  | Michael Vick*        | QB    | Virginia Tech        | Falcons d'Atlanta                  | Pro Bowl 2002, 2004, 2005, 2010 |
| 2002  | David Carr           | QB    | Fresno State         | Texans de Houston                  | Super Bowl XLVI |
| 2003  | Carson Palmer*       | QB    | USC                  | Bengals de Cincinnati              | Trophée Heisman 2002 Pro Bowl 2005, 2006, 2015 |
| 2004  | Eli Manning*         | QB    | Ole Miss             | Chargers de San Diego              | Pro Bowl 2008, 2011, 2012, 2015 Super Bowl XLII, XLVI Super Bowl MVP XLII, XLVI |
| 2005  | Alex Smith*          | QB    | Utah                 | 49ers de San Francisco             | Pro Bowl 2013, 2016, 2017 |
| 2006  | Mario Williams*      | DE    | North Carolina State | Texans de Houston                  | Pro Bowl 2008, 2009, 2013, 2014 |
| 2007  | JaMarcus Russell     | QB    | LSU                  | Raiders d'Oakland                  | — |
| 2008  | Jake Long*           | OT    | Michigan             | Dolphins de Miami                  | Pro Bowl 2008, 2009, 2010, 2011 |
| 2009  | Matthew Stafford*    | QB    | Géorgie              | Lions de Détroit                   | Pro Bowl 2014 Super Bowl LVI |
| 2010  | Sam Bradford         | QB    | Oklahoma             | Rams de Saint-Louis                | Trophée Heisman 2008 |
| 2011  | Cam Newton*          | QB    | Auburn               | Panthers de la Caroline            | Trophée Heisman 2010 Pro Bowl 2011 2013 2015 NFL MVP 2015 |
| 2012  | Andrew Luck*         | QB    | Stanford             | Colts d'Indianapolis               | Pro Bowl 2012, 2013, 2014, 2018 |
| 2013  | Eric Fisher*         | T     | Central Michigan     | Chiefs de Kansas City              | Pro Bowl 2018, 2020 Super Bowl LIV |
| 2014  | Jadeveon Clowney*    | DE    | Caroline du Sud      | Texans de Houston                  | Pro Bowl 2016, 2017, 2018 |
| 2015  | Jameis Winston*      | QB    | Florida State        | Buccaneers de Tampa Bay            | Trophée Heisman 2013 Pro Bowl 2015 |
| 2016  | Jared Goff*          | QB    | California           | Rams de Los Angeles                | Pro Bowl 2017, 2018 |
| 2017  | Myles Garrett*       | DE    | Texas A&M            | Browns de Cleveland                | Pro Bowl 2018, 2020, 2021, 2022 |
| 2018  | Baker Mayfield       | QB    | Oklahoma             | Browns de Cleveland                | Trophée Heisman 2017 |
| 2019  | Kyler Murray*        | QB    | Oklahoma             | Cardinals de l'Arizona             | Trophée Heisman 2018 Pro Bowl 2020, 2021 |
| 2020  | Joe Burrow           | QB    | LSU                  | Bengals de Cincinnati              | Trophée Heisman 2019 Pro Bowl 2022 |
| 2021  | Trevor Lawrence      | QB    | Clemson              | Jaguars de Jacksonville            | Pro Bowl 2023 |
| 2022  | Travon Walker        | DE    | Géorgie              | Jaguars de Jacksonville            | — |
| 2023  | Bryce Young          | QB    | Alabama              | Panthers de la Caroline            | — |
| 2024  | Caleb Williams       | QB    | USC                  | Bears de Chigago                   | — |